# Marisqueiras
As marisqueiras são trabalhadoras tradicionais que pertencem à categoria das pescadoras artesanais. Sua atividade consiste em coletar mariscos utilizando-se de instrumentos de baixo impacto ambiental, como faca ou gancho. É uma profissão exercida preponderantemente por mulheres, enquanto os homens pescam em alto mar; estes só recorrem à coleta quando a pesca não está rendendo o suficiente.

## Caracterização
A atividade de coleta é tradicionalmente feminina entre os povos indígenas do Brasil que vivem da caça-coleta. Mesmo nos dias atuais, inseridos numa sociedade capitalista, isto pouco mudou entre os pescadores artesanais: a pesca é uma atividade masculina, cabendo às mulheres cuidar da casa e dos filhos e eventualmente complementar a renda familiar com atividades como a coleta de mariscos nos manguezais. Essa percepção da atividade como complementar muda, contudo, quando a mulher a exerce sozinha, deixando de ser mera auxiliar do homem e tornando-se por direito uma catadora ou marisqueira.
As marisqueiras usualmente trabalham em grupos familiares, acompanhadas dos filhos menores, amigas e vizinhas. Antes de saírem para a coleta, ou deixam prontas as tarefas domésticas ou encarregam as filhas mais velhas de cuidarem disso. O fato de exercerem uma atividade fisicamente desgastante, mas que pode gerar uma renda muitas vezes superior a dos homens, não as isenta da realização do trabalho doméstico. O reconhecimento só tem vindo em tempos recentes, através da participação em colônias de pescadores e direitos previdenciários que foram concedidos às pescadoras e companheiras de pescadores.

## Categorias
As marisqueiras se autodefinem nas seguintes categorias, conforme pesquisa de campo realizada por Palheta (2012) em Curuçá:
- Pescadora profissional;
- Mulher "trabalhadeira";
- Aquela que tem uma vida sofrida;
- Aquela que se preocupa com os filhos para que não tenham fome;
- Aquela que se expõe a muitos riscos e péssimas condições de trabalho;
- Aquela que vai para maré e ainda concilia o trabalho com o cuidar dos filhos.

Ainda segundo a pesquisadora,
A atividade da pesca, pode ser vista, então, como uma condição elementar entre essas mulheres, pois, independente da atividade exercida, ela é sempre marisqueira.

## Políticas públicas
Embora contempladas com a seguridade social, a atividade das marisqueiras ainda não lhes permite ter acesso às políticas públicas que beneficiam a atividade pesqueira no Brasil. Um projeto de lei de 2017 pretendia corrigir isto, mas por questões de inconstitucionalidade teve que sofrer alterações e voltar para a Câmara dos Deputados. O que o relator do projeto pretende é alterar a Lei Nº 11.959/2009 (Política Nacional de Desenvolvimento Sustentável da Aquicultura e da Pesca), para nela incluir a coleta de mariscos como atividade de pesca.